# Ghetto de Loutsk
Le ghetto de Loutsk (polonais : getto w Łucku, allemand : Ghetto Luzk) était un ghetto pour les Juifs de Loutsk, dans l'ouest de l'Ukraine, créé par les SS en 1941.

## Histoire

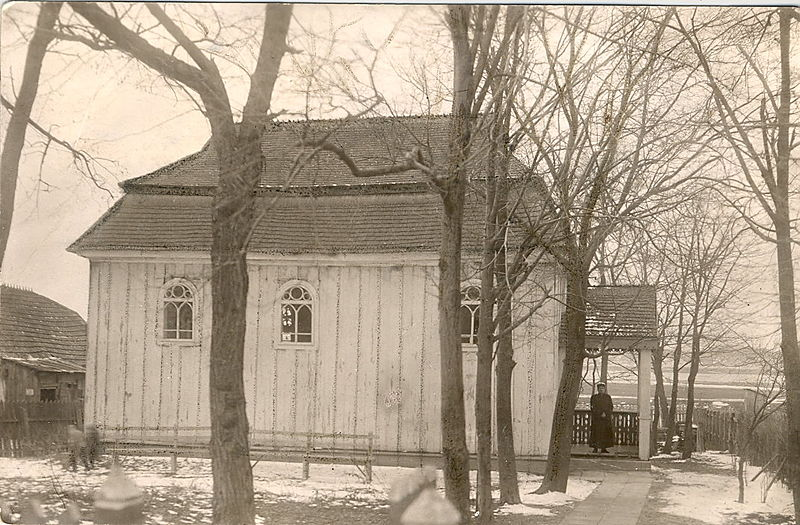
La synagogue karaïte de Loutsk.

Ville d’Ukraine, Loutsk est l'une des plus anciennes cités de la région. Durant l'entre-deux-guerres, la ville était connue sous le nom de Łuck et faisait partie de la voïvodie de Wołyń, dans la deuxième République polonaise. En septembre 1939, la ville est occupée par l'armée rouge et annexé avec toute la Pologne orientale par l’URSS. L’implantation de la communauté juive dans la ville date de la fin du XIVe siècle. À la veille de la Seconde Guerre mondiale, 18 000 Juifs vivent dans la ville sur environ 40 000 habitants que compte la ville, cela fait de la ville la plus grande communauté juive de la province. De septembre 1939 à juin 1941, les Soviétiques nationalisent l'économie et liquident les établissements et organismes juifs. Les institutions politiques, communales et culturelles sont fermées et les dirigeants de la communauté juive arrêtés par le NKVD,. Quelque 10 000 personnes sont déportés dans des trains de bétail en Sibérie lors de quatre vagues de déportations du comté de Łuck à partir de février, avril et juin 1940,.

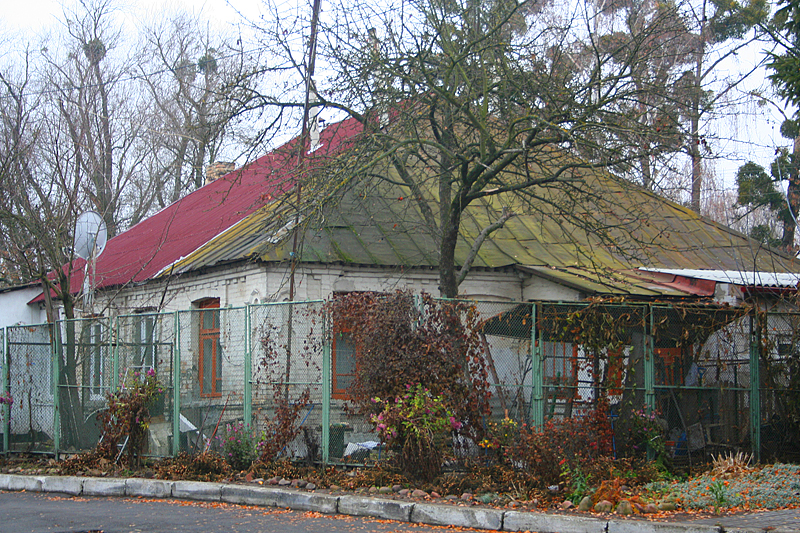
La synagogue galicienne de Loutsk.

Dès le premier jour de l'opération Barbarossa, le 22 juin 1941, Loutsk est sévèrement bombardée par la Luftwaffe : 60 % des bâtiments sont détruits et beaucoup de citoyens tués, dont un grand nombre de Juifs. Les Allemands entrent dans la ville le 25 juin. Le jour suivant, les Ukrainiens s’attaquent à la communauté juive : pendant le pogrom les Juifs sont humiliés, battus, volés et plusieurs sont massacrés. Le 27 juin lorsque l'Einsatzkommando atteint la ville, il trouve dans les prisons de nombreux cadavres de prisonniers et d’Ukrainiens exécutés par les Soviétiques avant leur retraite. Le gouvernement militaire allemand et les chefs de la communauté ukrainienne nationaliste accusent les Juifs de ces meurtres. En représailles, ils saisissent 300 Juifs, qu'ils exécutent le 30 juin. Le 2 juillet, les hommes Juifs entre seize et de soixante ans sont convoqués pour le travail forcé : 2 000 d’entre eux sont emmenés dans les ruines de la forteresse de Lubart et y sont assassinés, avec la participation de la Wehrmacht. Les Allemands imposent ensuite aux douze membres du Judenrat, composé principalement d'anciens ouvriers communaux, la réquisition des objets de valeur, récepteurs de radio, et autres articles appartenant aux familles juives, ceux-ci devant également payer une amende en or, argent et marchandises de valeur. Les restrictions draconiennes imposées aux Juifs sont mises en œuvre en août 1941. En octobre, un groupe de 500 charpentiers et artisans juifs (dont 50 couturières) sont transférés dans un nouveau camp de travaux forcés installé dans le bâtiment de l'école juive. Le ghetto de Łuck est créé par les autorités d'occupation allemandes en décembre 1941, et scellé de l'extérieur en ne fournissant que de faibles rations alimentaires. Le ghetto est alors peuplé de plus de 20 000 personnes.
Le 15 mars 1942, plusieurs centaines de jeunes Juifs sont envoyés à Vinnytsia, pour participer à la construction du quartier général de campagne du Führer. Lorsque les travaux seront terminés, tous sont tués, hormis 3 qui réussissent à s’échapper et à rejoindre la Transnistrie où ils sont sauvés grâce à l’aide des Juifs de Roumanie.

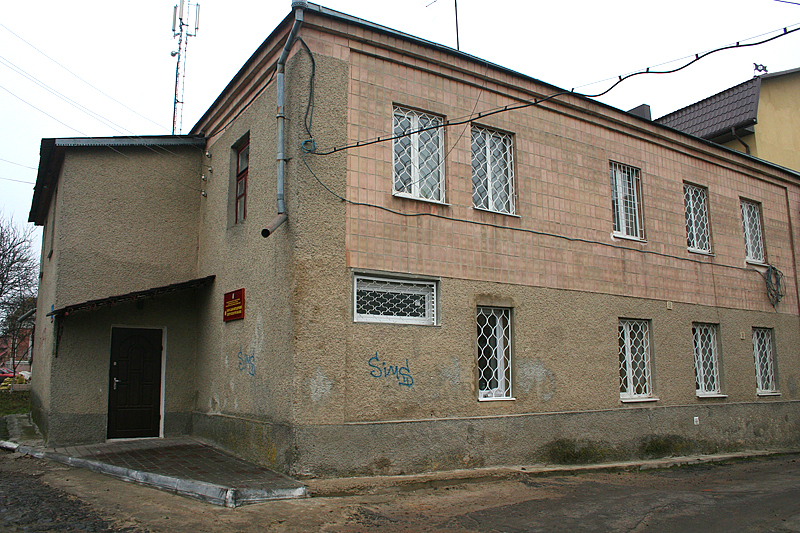
La synagogue de la rue Pouritsova.

Le sort des juifs ghettoïsés à travers la Pologne occupée est scellé à Wannsee au début de 1942, lorsque la solution finale a été mise en marche. La première action à grande échelle dans le ghetto de Łuck a lieu le 19 août 1942. Environ 17 000 Juifs sont arrêtés par les bataillons de la police de l'ordre nazi et la police auxiliaire ukrainienne pendant quatre jours. Rassemblés sur la place et transportés par camion dans la forêt de Górka Połonka, à la périphérie de Łuck, ils sont abattus dans les tranchées préparées.
Pendant les déportations, le petit ghetto de Hnidawa (Gnidawa) est également liquidé. Quelques familles parviennent à survivre dans les caves de la pharmacie. Pendant ce temps, le camp de travail est resté opérationnel pendant plusieurs mois. Le ghetto principal est alors totalement supprimé, les Juifs encore en vie ayant été réinstallés dans le petit ghetto de Gnidawa. Ils sont rassemblés le 12 septembre et entament une marche jusqu'au château de Lubart, lieu de transit où ils seront assassinés à Połonka.

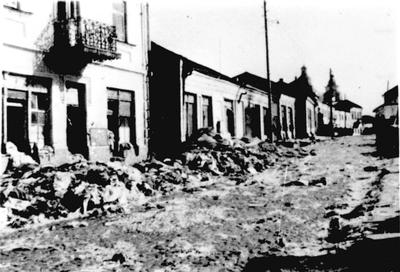
Rue du ghetto à Łuck après la liquidation, 1942.

Lors de la dernière phase d'extermination de l'opération Reinhard, le 12 décembre 1942, la police allemande et ukrainienne entre dans le camp de l'ancienne école juive pour procéder à la liquidation de l'entreprise sous contrôle SS. Les Juifs se sont barricadés à l'intérieur, déterminés à mourir au combat. Armés avec ce qu'ils ont à disposition (haches, pioches, outils d'usine et bouteilles d'acide), les prisonniers parviennent à tenir le siège toute la journée. Vers la soirée, les forces de police ont mis le feu au bâtiment et ont mitraillé tous les prisonniers en fuite, assistées par l'artillerie pour supprimer toute résistance. La révolte a eu lieu au cœur de l'hiver, quatre mois avant le soulèvement du ghetto de Varsovie d'avril 1943. Le ghetto de Łuck a été entièrement liquidé par la Shoah par balles : au total, plus de 25 600 hommes, femmes et enfants ont été exécutés à bout portant à Połonka. Plusieurs participants à la rébellion sont parvenus à s'échapper.
Lorsque l'armée rouge entre dans la ville le 2 février 1944, environ 150 Juifs ont survécu dans diverses cachettes,,.
Après la Seconde Guerre mondiale, sur l'insistance de Joseph Staline lors de la conférence de Téhéran, confirmée (comme non négociable) lors de la conférence de Yalta de 1945, les frontières de la Pologne ont été redessinées — là encore, Loutsk a été incorporé dans la RSS d'Ukraine de l'Union soviétique. Le reste de la population polonaise a été expulsé et réinstallé dans la nouvelle Pologne avant la fin de 1946. La communauté juive n'a jamais été restaurée. L'URSS officiellement cessé d'exister le 31 décembre 1991,.